# Rune Bergström
Karl Rune Valerius Bergström, född 5 september 1891 i Stockholm, död 7 maj 1964 i Farsta, var en svensk amatörfotbollsspelare (anfallare) och mångfaldig svensk landslagsman som var en av de mest tongivande spelarna i AIK när klubben vann flera svenska mästerskapstitlar under 1910- och 20-talen. 

## Fotbollskarriär
Som högerytter i klubblaget blev han känd som "Spela-på-Rune" när spelet hade grötat ihop sig för mycket på mitten av planen.
Bergström tillhörde under början av sin klubbkarriär Westermalms IF men blev därifrån värvad till AIK där han tre gånger blev svensk mästare.
Efter fem landskamper mot Danmark sedan landskampsutbytet inleddes år 1913 ståtade det svenska landslaget med fem förluster och den totala målskillnaden 0–24. Men i oktober 1916, i en landskamp på Stockholms stadion inför 20 000 åskådare, gjorde svenskarna för första gången mål mot "trätobrodern" i en match som till sist vanns med 4–0 efter att Bergström varit en del av den svenska startelvan och dessutom gjort det sista målet.
Bergström spelade i Sveriges alla tre matcher i fotbollsturneringen i OS i Antwerpen 1920, där det svenska laget blev oplacerat efter att ha vunnit en och förlorat två matcher. Under åren 1913–22 spelade han sammanlagt 26 landskamper på vilka han gjorde 5 mål.

## Privat
Efter den sista matchen år 1926 slutade Bergström helt med fotbollen men fortsatte livet ut att följa sitt AIK från läktarplats. Han avled 72 år gammal efter en längre tids lungcancer.

## Meriter

### I klubblag
AIK

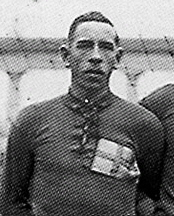
Bergström vid OS 1920

- Svensk mästare (3): 1914, 1916, 1923

### I landslag
Sverige
- Uttagen till OS (1): 1920
- 26 landskamper, 5 mål

### Individuellt
- Mottagare av Stora grabbars märke, 1926

### Webbsidor
- Profil på aik.se
- Profil på SOK.se
- Profil på sports-reference.com
- Lista på landskamper, svenskfotboll.se, läst 2013 01 29
- "Olympic Football Tournament Antwerp 1920", fifa.com, läst 2013 01 30